# 50. ceremonia wręczenia Cezarów
50. ceremonia wręczenia francuskich nagród filmowych Cezarów za rok 2024 odbyła się 28 lutego 2025 roku w sali koncertowej Olympia.
Nominacje do tej edycji nagród zostały ogłoszone 29 stycznia 2025 roku.
Najwięcej nagród zdobył musical Emilia Pérez.

## Laureaci i nominowani

### Najlepszy film
Producenci − Film
- Jacques Audiard, Pascal Caucheteux, Valérie Schermann i Anthony Vaccarello – Emilia Pérez
  - Dimitri Rassam – Hrabia Monte Christo
  - Marc Bordure i Robert Guédiguian – The Marching Band
  - Bruno Nahon – Souleymane's Story
  - Charles Gilbert – Mizerykordia

### Najlepszy film zagraniczny
Reżyser − Film • Kraj produkcji
- Jonathan Glazer – Strefa interesów (Wielka Brytania / Polska / Stany Zjednoczone)
  - Sean Baker – Anora (Stany Zjednoczone)
  - Mohammad Rasoulof – Nasienie świętej figi (Iran / Niemcy / Francja)
  - Ali Abbasi – Wybraniec (Kanada / Dania / Irlandia / Stany Zjednoczone)
  - Coralie Fargeat – Substancja (Francja / Wielka Brytania / Stany Zjednoczone)

### Najlepszy film debiutancki
- Niech to diabli – producent – Muriel Meynard; reżyseria – Louise Courvoisier
  - Trop ducha – producent – Pauline Seigland; reżyseria – Jonathan Millet
  - Nasze królestwo – producenci – Hugo Sélignac i Antoine Lafon; reżyseria – Julien Colonna
  - Tacy jak my – producenci – Pierre Forette i Thierry Wong; reżyseria – Artus
  - Dziki diament – producenci – Priscilla Bertin i Judith Nora; reżyseria – Agathe Riedinger

### Najlepszy reżyser
- Jacques Audiard – Emilia Pérez
  - Gilles Lellouche – Beating Hearts
  - Matthieu Delaporte i Alexandre de La Patellière – Hrabia Monte Christo
  - Boris Lojkine – Souleymane's Story
  - Alain Guiraudie – Mizerykordia

### Najlepszy scenariusz oryginalny
- Souleymane's Story – Boris Lojkine i Delphine Agut
  - Borgo – Stéphane Demoustier
  - Niech to diabli – Louise Courvoisier i Théo Abadie
  - The Marching Band – Emmanuel Courcol i Irène Muscari
  - Mizerykordia – Alain Guiraudie

### Najlepszy scenariusz adaptowany
- Emilia Pérez – Jacques Audiard, Thomas Bidegain, Léa Mysius i Nicolas Livecchi
  - Hrabia Monte Christo – Matthieu Delaporte i Alexandre de La Patellière
  - The Most Precious of Cargoes – Michel Hazanavicius i Jean-Claude Grumberg

### Najlepszy aktor
- Karim Leklou – Jim's Story jako Aymeric
  - François Civil – Beating Hearts jako Clotaire
  - Benjamin Lavernhe – The Marching Band jako Thibaut Desormeaux
  - Pierre Niney – Hrabia Monte Christo jako Edmond Dantès / Lord Halifax / Abbé Busoni
  - Tahar Rahim – Monsieur Aznavour jako Charles Aznavour

### Najlepsza aktorka
- Hafsia Herzi – Borgo jako Mellisa Dahleb
  - Adèle Exarchopoulos – Beating Hearts jako Jackie
  - Karla Sofía Gascón – Emilia Pérez jako Emilia Pérez / Juan "Manitas" Del Monte
  - Zoe Saldaña – Emilia Pérez jako Rita Mora Castro
  - Hélène Vincent – Kiedy nadchodzi jesień jako Michelle Giraud

### Najlepszy aktor w roli drugoplanowej
- Alain Chabat – Beating Hearts jako ojciec Jackie
  - David Ayala – Mizerykordia jako Walter Bonchamp
  - Bastien Bouillon – Hrabia Monte Christo jako Fernand de Morcerf
  - Jacques Develay – Mizerykordia jako Abbé Philippe Griseul
  - Laurent Lafitte – Hrabia Monte Christo jako Gérard de Villefort

### Najlepsza aktorka w roli drugoplanowej
- Nina Meurisse – Souleymane's Story jako agent
  - Élodie Bouchez – Beating Hearts jako matka Clotaire
  - Anaïs Demoustier – Hrabia Monte Christo jako Mercédès Herrera
  - Catherine Frot – Mizerykordia jako Martine Rigal
  - Sarah Suco – The Marching Band jako Sabrina

### Nadzieja kina (aktor)
- Abou Sangaré – Souleymane's Story jako Souleymane
  - Adam Bessa – Trop ducha jako Hamid
  - Malik Frikah – Beating Hearts  jako  Clotaire (17-letni)
  - Félix Kysyl – Mizerykordia jako Jérémie Pastor
  - Pierre Lottin – The Marching Band jako Jimmy Lecocq

### Nadzieja kina (aktorka)
- Maïwene Barthelemy – Niech to diabli jako Marie-Lise
  - Malou Khebizi – Dziki diament jako Liane
  - Megan Northam – Rabia jako  Jessica / Rabia
  - Mallory Wanecque – Beating Hearts jako Jackie (15-letnia)
  - Souheila Yacoub – Planeta B jako Nour Hamdi

### Najlepsza muzyka
- Emilia Pérez – Clément Ducol i Camille
  - Beating Hearts – Jon Brion
  - Hrabia Monte Christo – Jérôme Rebotier
  - Niech to diabli – Linda Courvoisier i Charlie Courvoisier
  - The Most Precious of Cargoes – Alexandre Desplat

### Najlepsze zdjęcia
- Emilia Pérez – Paul Guilhaume
  - Beating Hearts – Laurent Tangy
  - Hrabia Monte Christo – Nicolas Bolduc
  - Mizerykordia – Claire Mathon
  - Souleymane's Story – Tristan Galand

### Najlepszy montaż
- Souleymane's Story – Xavier Sirven
  - Beating Hearts – Simon Jacquet
  - Hrabia Monte Christo – Célia Lafitedupont
  - Emilia Pérez – Juliette Welfling
  - The Marching Band – Guerric Catala

### Najlepsza scenografia
- Hrabia Monte Christo – Stéphane Taillasson
  - Beating Hearts – Jean-Philippe Moreaux
  - The Divine Sarah Bernhardt – Olivier Radot
  - Emilia Pérez – Emmanuelle Duplay
  - Monsieur Aznavour – Stéphane Rozenbaum

### Najlepsze kostiumy
- Hrabia Monte Christo – Thierry Delettre
  - Beating Hearts – Isabelle Pannetier
  - The Divine Sarah Bernhardt – Anaïs Romand
  - Emilia Pérez – Virginie Montel
  - Monsieur Aznavour – Isabelle Mathieu

### Najlepszy dźwięk
- Emilia Pérez – Erwan Kerzanet, Aymeric Devoldère, Cyril Holtz i Niels Barletta
  - Beating Hearts – Cédric Deloche, Gwennolé Le Borgne, Jon Goc i Marc Doisne
  - Hrabia Monte Christo – David Rit, Gwennolé Le Borgne, Olivier Touche, Laure-Anne Darras, Marion Papinot, Marc Doisne i Samuel Delorme
  - The Marching Band – Pascal Armant, Sandy Notarianni i Niels Barletta
  - Souleymane's Story – Marc-Olivier Brullé, Pierre Bariaud, Charlotte Butrak i Samuel Aïchoun

### Najlepszy film animowany
- Flow – Gints Zilbalodis
  - Bezcenny pakunek – Michel Hazanavicius
  - Dzicy – Claude Barras

### Najlepszy film dokumentalny
- La ferme des Bertrand – Gilles Perret
  - Piękność z Gazy – Yolande Zauberman
  - Żegnaj, Tyberiado – Lina Soualem
  - Dahomej – Mati Diop
  - Ernest Cole: Lost and Found – Raoul Peck
  - Madame Hofmann – Sébastien Lifshitz

### Najlepszy krótkometrażowy film dokumentalny
- Les Fiancées du Sud – Elena López Riera
  - Mały Spartakus – Sara Ganem
  - A Lost Heart and Other Dreams of Beirut – Maya Abdul-Malak

### Najlepszy film krótkometrażowy
- The Man Who Could Not Remain Silent – Nebojša Slijepčević
  - Boucan – Salomé Da Souza
  - Ce qui appartient à César – Violette Gitton
  - Queen Size – Avril Besson

### Najlepszy animowany film krótkometrażowy
- Yuck! – Loïc Espuche
  - Butterfly – Florence Miailhe
  - Gigi – Cynthia Calvi

### Najlepsze efekty specjalne
- Emilia Pérez – Cédric Fayolle
  - Bestia – Cédric Fayolle, Hugues Namur i Émilien Lazaron
  - Hrabia Monte Christo – Olivier Cauwet
  - Monsieur Aznavour – Stéphane Dittoo